# Болквадзе, Александра Теопиловна
Александра Теопиловна Болквадзе (род. 1931 год, село Натанеби, Махарадзевский район, Грузинская ССР) — колхозница колхоза имени Берия Махарадзевского района, Грузинская ССР. Герой Социалистического Труда (1951).

## Биография
Родилась в 1931 году в крестьянской семье в селе Натанеби Махарадзевского района (сегодня — Озургетский муниципалитет). После окончания местной школы трудилась рядовой колхозницей на чайной плантации колхоза имени Берия Махарадзевского района (с 1953 года — колхоз имени Ленина Махарадзевского района), председателем которого был Василий Виссарионович Джабуа. Её трудовой наставницей была звеньевая Дареджан Сабаевна Такидзе.
В 1950 году собрала 6143 килограмма сортового зелёного чайного листа на участке площадью 0,5 гектара. Указом Президиума Верховного Совета СССР от 23 июля 1951 года удостоена звания Героя Социалистического Труда за «получение в 1950 году высоких урожаев сортового зелёного чайного листа» с вручением ордена Ленина и золотой медали «Серп и Молот» (№ 6081).
Этим же Указом званием Героя Социалистического Труда были награждены труженики колхоза имени Берия, в том числе бригадиры Валерьян Алексеевич Бабилодзе, Дмитрий Несторович Баканидзе, Иван Кириллович Горгиладзе, Касьян Павлович Тавадзе, Пармен Кириллович Тавадзе, Владимир Илларионович Центерадзе, Василий Геронтиевич Чавлейшвили, звеньевые Мария Евсихиевна Горгиладзе, Нина Владимировна Зоидзе, Тамара Самсоновна Центерадзе и колхозница Александра Самсоновна Гобронидзе.
В последующем трудилась в сушильне по изготовлению глиняной посуды. Дальнейшая судьба не известна.